# Port de Palerme
Le port de Palerme (en italien : Porto di Palermo) est un port maritime desservant Palerme, en Sicile, en Italie.
Situé sur la côte nord-ouest de l'île, le port de Palerme a une histoire de près de 3 millénaires qui a façonné le développement de la ville et de ces environs.

## Histoire

### Antiquité
Au VIIIe siècle av. J.-C., les Phéniciens fondent un comptoir commercial à l'emplacement de l'actuel port, reconnaissant son potentiel stratégique. Sous la domination carthaginoise, le port devient une importante base navale, renforçant son rôle militaire et commercial dans la Méditerranée occidentale.
Après la victoire romaine lors des Guerres puniques, le port connaît une expansion significative. Les Romains améliorent les infrastructures existantes et étendent les capacités du port pour faciliter le commerce avec le reste de l'empire.

### Moyen Âge
Le port atteint son apogée au IXe siècle sous la domination arabe. Palerme alors la capitale de la Sicile musulmane, et son port un carrefour commercial majeur reliant l'Europe, l'Afrique du Nord et le Moyen-Orient.
Le port commerce avec les pays arabes, Amalfi et Pise.
Les Pisans entrent dans le port lors de la conquête normande de la Sicile, mais échoue à prendre la ville, qui résiste également aux premières attaques des Hauteville. La victoire normande en 1072 à l'issue d'un siège maritime et terrestre de cinq mois, marque un tournant. Les nouveaux dirigeants, conscients de l'importance stratégique du port, renforcent ses défenses. C'est à cette époque que le Castello a Mare est construit pour protéger l'entrée du port.

### Époque moderne
Sous les dominations successives (aragonaise, espagnole, puis bourbonienne), le port de Palerme conserve son importance, bien que son rôle évolue. Il devient un maillon essentiel dans le système défensif de la Méditerranée contre les incursions ottomanes et les raids barbaresques.
A la fin du XVe siècle, le port connait une crise des exportations de sucre et subit la concurrence du port de Termini pour l’exportation de produits laitiers.
Le port de la Cala, devenu trop petit face à l'expansion du trafic, est délaissé pour un nouveau port plus grand doté d'une grande jetée (1567-1590) au pied du Monte Pellegrino.
En 1624, un bateau transportant des esclaves chrétiens de Tunis est arraisonné au large du port de Palerme pour suspicion de peste, mais le vice-roi Emmanuel-Philibert de Savoie, attendant des présents de la part du roi de Tunis, contraint les autorités de la ville à laisser entrer le navire, ce qui propage la peste dans toute la ville, et tue des milliers de Palermitains.
Secourant les Messinois rebellés contre les Espagnols, la flotte française du duc de Vivonne détruit les navires hispano-hollandais en 1676 devant le port de Palerme.
Au XVIIIe siècle, le port bénéficie de travaux d'agrandissement et de modernisation, préfigurant son rôle dans l'ère industrielle à venir.
Avec l'avènement du Royaume des Deux-Siciles en 1816, Palerme perd son statut de capitale et de port franc.

### Royaume d'Italie
Au moment de l'unification italienne, Palerme est le cinquième port italien, en termes de mouvements de navires et de tonnage, devancé par Gênes, Livourne, Messine et Naples. En 1863, ont été enregistrés le mouvement de 6 527 navires, pour un tonnage de 774 199, et des marchandises importées pour une valeur de 21,5 millions de lires et exporté pour 11,5 millions. En 1874, le nombre de mouvements atteint son pic avec près de 13 000 navires, puis diminue lentement sous l'effet du remplacement des voiliers par des navires à vapeur plus performants. Le tonnage double entre 1863 et 1870, et atteint 2776199 en 1888, plaçant le port de Palerme en troisième position après Gênes et Naples, porté par le poids nationale de la Ngi.
Une bourgeoisie se développe autour de l'armement de navires à voile puis à vapeur : Giovanni Riso arme l'Oreto (it) qui est le premier bateau du royaume des Deux-Siciles à rejoindre les États-Unis en 1818, un voilier de Benjamin Ingham ayant atteint l'Extrême-Orient en 1838, le paquebot le Sicilia, de Salvatore et Luigi De Pace est le premier navire à vapeur d'Europe du Sud à atteindre New York, après un voyage de 26 jours en 1854. Gabriele et Antonio Chiaramonte Bordonaro et Michele Pojero font également partie des principaux armateurs du port dominé par Ingham et surtout Florio.
Le port de Palerme connait la plus forte croissance des ports italiens (165 % entre 1862 et 1881) avec un volume des marchandises importées et exportées qui augmente de 71 %  entre 1862 et 1871, puis de 50 % au cours de la décennie suivante. À partir du milieu des années 1870, la valeur des exportations dépasse celle des importations, principalement grâce aux exportations de sumac et d'agrumes : entre 1870 et 1872, une moyenne annuelle de 30 235 tonnes d'agrumes est exportée, principalement vers l'Amérique (65 %), l'Angleterre (22 %), la Hollande (7 %) et la France (1 %). De plus, entre 17 000 et 18 000 tonnes de sumac broyé et 4 250 tonnes non broyées sont exportées ; en 1881, les exportations atteignent 58 657 tonnes d'agrumes, 25 000 tonnes de sumac broyé et 7 500 tonnes non broyées. L'exportation de vin en fût double durant les années 1870, au détriment du vin en bouteille. Les exportations d'essences, de tartre, d'écorces d'agrumes, de citrons verts, de cuir, de gants en cuir, d'amandes, de légumes secs, de légumes frais et de fromage connaissent également une augmentation. Cependant, les exportations de soufre sont faibles à Palerme (seulement quelques centaines de tonnes, contre des dizaines de milliers à Catane, Licata et Porto Empedocle). D'autres produits comme l'huile, la manne, les parfums, la laine, les céréales, les pâtes, les pistaches, les sardines et anchois salés stagnent, tandis que les exportations de produits chimiques, de médicaments, de chiffons et de fruits secs diminuent. 
La hausse des exportations se poursuit jusqu'en 1888, notamment grâce aux agrumes (près de 70 000 tonnes), au soufre (4 800 tonnes), aux pâtes de blé dur, aux amandes, au liège, au fromage et à la laine, malgré une baisse de la demande étrangère pour le tartre, l'huile, les peaux et surtout le vin (7 068 hectolitres) en raison de la crise douanière entre la France et l'Italie. Les exportations de sumac restent stables à 32 000 tonnes. En 1888, les importations se composent principalement d'huiles minérales (32 200 tonnes), de café (248 tonnes), de sucre (1 680 tonnes), de tabac en feuilles (857 tonnes), de produits chimiques médicinaux et résines (743 tonnes), de fils et tissus de coton (528 tonnes), de soie (13,5 tonnes), de bois (9 737 tonnes), ainsi que de minéraux, métaux et machines (6 778 tonnes), et de pierres, poterie et cristal (116 500 tonnes).
À partir de 1888, la guerre douanière avec la France ajoute à la chute des prix du blé et à la crise agraire des années 1880, un effondrement des exportations, notamment du vin puis du soufre à partir de 1892. La rebond de l'économie mondiale provoque vers 1895 l'ouverture de nouvelles entreprises et maisons de commerce. La diaspora sicilienne porte la demande étrangère d'agrumes, de conserves et de pâtes.
En 1904, le port de la ville se trouve à la cinquième place en nombre de navires (3.577 arrivées et 3.566 départs), troisième en tonnage (4,6 millions), grâce aux ferries qui la relient quotidiennement à Naples, et sixième, après Gênes, Venise, Naples, Savone et Livourne, en termes de mouvement commercial, avec 711 000 tonnes de marchandises embarquées et débarquées. A partir de 1910, Palerme est surpassé par Ancône et Catane, principal port exportateur de soufre et successeur de Messine, détruit par le séisme de 1908, dans l'exportation d'agrumes.
La province de Palerme est la première en Sicile pour l'exportation d'agrumes (principalement des citrons autour des frères Jung, les Zito, les Tagliavia, les Graziano, S. Guttadauro, Follina, Alberto Lecerf, V.F. Mercadante, O. Sternheim, etc.) et celle de sumac, dominée par quelques grandes entreprises familiales (Casiglia, Graziano, Jung, etc.). Les exportations d'agrumes ont dépassé 100 000 tonnes en 1902, atteignant près de 160 000 tonnes en 1914, accompagnées par l'exportation d'essences, pelures, jus et citrate de calcium. Le sumac a atteint 38 000 tonnes en 1906 avant de se stabiliser à 20 000 tonnes. Les cheveux non transformés se classent en deuxième position en termes de valeur, suivis par les conserves de tomates, dont les exportations ont explosé, passant de 408 tonnes en 1900 à près de 10 000 tonnes en 1912. D'autres produits comme les conserves d'artichauts, de caponata, les pâtes, les fruits secs et les conserves de poisson connaissent également une croissance. Cependant, les exportations de vin, autrefois prospères, subissent une crise à cause de la concurrence internationale, notamment après la fermeture du marché autrichien en 1904. Les exportations, qui avaient atteint 284 000 hectolitres en 1899, sont tombées à 7 000 hectolitres en 1904 et n'ont plus dépassé 10 000 par an jusqu'à la Première Guerre mondiale.
Au début du XXᵉ siècle, le soufre reste un produit mineur dans le commerce de Palerme, avec des exportations qui n'excèdent généralement pas 7 000 tonnes après l'expiration, en 1906, de l'accord anglo-sicilien qui avait temporairement stimulé le marché. En parallèle, Palerme voit ses importations évoluer : les céréales russes deviennent la principale importation pour nourrir une population croissante, passant de 35 000–40 000 tonnes par an à plus de 82 000 tonnes en 1913, accompagnées de houille, de bois, de tabac et de produits manufacturés.
La jetée nord est prolongée et le port est creusé et relié à la gare. Entre la fin du XIXe siècle et la Première Guerre mondiale, le port est de nouveau excavé, doté de deux nouveaux quais (Puntone et Quattroventi), d'une cale sèche, d'une station de désinfection, de hangars et d'auvents, et d'un système d'éclairage électrique. Malgré ces travaux, les navires à vapeur et le service postal de Naples ne peuvent accoster et doivent mouiller au large.
Sous l'administration Scalea (1920-1924), le port, troisième d'Italie en nombre de passagers et sixième en tonnage, est doté d'un consortium formé entre la province, la municipalité et la chambre de commerce pour la réalisation de 214 millions de lires de travaux pour en faire le plus important port méditerranéen entre l'Amérique, l'Italie et l'Orient. Débuté au printemps 1922, les travaux sont affectés par la nomination du gouvernement Mussolini qui réduit le budget à 175 millions, avec l'aménagement d'une zone industrielle portuaire.

### Époque contemporaine
Les bombardements de Palerme par les Alliés durant la Seconde Guerre mondiale, causent des dommages significatifs au port.
Le port de Palerme se modernise et devient un important centre pour le commerce, les croisières et le trafic de passagers en Méditerranée.

## Activités actuelles
Aujourd'hui, le port de Palerme est un centre d'activités diversifiées :
- Commerce : il est le principal port de fret de Sicile
- Trafic passagers avec des liaisons maritimes vers les îles siciliennes, d'autres ports italiens et Tunis
- Croisières
- Plaisance : Marina touristique pour voiliers et catamarans